# Verona Township (Michigan)
Pour les articles homonymes, voir Verona (homonymie).
Verona est un township situé dans le Comté de Huron dans l'état du Michigan aux États-Unis.
Sa population était de 1 210 habitants en 2020.